# 김창수 (축구인)
김창수(한국 한자: 金昌洙, 1985년 9월 12일 ~ )는 대한민국의 축구 선수였다. 2012년 하계 올림픽 동메달리스트이다.

## 개요
2004년 동명정보공업고등학교를 졸업하고 곧바로 울산 현대 호랑이에 입단하였으며, 현재는 전주대학교 대학원에 재학 중이다.

## 클럽 경력
2001년 전남 드래곤즈에 입단, 7월 22일 수원과의 리그컵 홈경기(1:1)에서 데뷔했다. 2005년 대전 시티즌으로 이적하였으나 그 해 부상을 입어 재활을 받은 후 2006년 복귀하였고, 뚜렷한 성장세를 보이며 최윤겸 감독에게 팀의 주전으로 중용받으며 경기 출전 횟수를 늘리기 시작하였다. 2008년 부산 아이파크로 이적하여 활약하였다.
2013년 1월 29일 그는 선수 경력의 정점에서 마지막 해외 진출 기회라 생각하고 부산 아이파크 구단과 합의 하에 가시와 레이솔로 이적했다. 약 3년 동안 활약한 뒤 2016년 1월 9일 가시와 레이솔과 작별을 했다.
2016년 K리그 클래식 전북 현대 모터스로 이적하였으며, 2017 시즌을 앞두고 최규백,  이종호와 함께 울산 현대로 이적함으로써 자신의 프로 시작점인 울산으로 돌아왔다.
2017년 10월 22일에 있었던 제주와의 상위 스플릿 홈 경기 도중 후반 추가시간에 제주 수비수 정운의 왼쪽 허벅지 안쪽을 오른발로 밟아 퇴장당했으며, 2017년 10월 25일에 상벌위원회로부터 4경기 출장 정지 징계에다가 제제금 400만 원을 부과함으로써 남은 시즌은 아웃되었고, 2018 시즌 1라운드까지 출장할 수 없게 되었다.

2020시즌을 앞두고 K리그1으로 승격한 광주 FC에 입단했다.
2021 시즌 중 인천 유나이티드로 이적하였다.
2023년 1월 6일에 K리그2의 천안 시티 FC의 플레잉 코치로 합류하였다.
2023 시즌 후, 선수 생활을 마쳤으며, 2025 시즌을 앞두고 대전의 코치로 부임하였다.

## 국가대표 경력
2008년 하계 올림픽에 최종 엔트리에 포함되었지만 본선 경기에서 기용되지는 않았다. 2009년 2월 1일 시리아와의 친선경기에서 A매치에 데뷔하였다.
2012년 6월 대한민국 올림픽 대표팀의 런던 올림픽 최종 명단에 와일드 카드로 이름을 올렸고, 본선에서 기용되었다. 런던 올림픽에서 국가대표팀의 동메달 획득에 기여하였으나, 영국전 전반전에 팔 부상을 당해 남은 경기에는 그를 대신하여 오재석이 기용되었다.
이후에는 꾸준히 대표팀에 승선하지는 못했지만 2014년 FIFA 월드컵 예선 활약을 바탕으로 2014년 FIFA 월드컵 최종멤버로 발탁되었다. 그러나 경기에 출전하지 못해 아쉬움을 남겼다.
2014년 12월 22일 발표된 2015 AFC 아시안컵 최종 명단에 포함되었고, 오른쪽 풀백으로 활약하며 팀의 준우승에 기여했다. 아시안컵이후 차두리의 후계자로 주목받았었다.

## 수상

### 국가대표
대한민국
- 올림픽 축구 : 동메달 (2012)
- AFC 아시안컵 : 준우승 (2015)

### 클럽
전북 현대 모터스
- AFC 챔피언스리그 : 우승(2016)

 울산 현대
- FA컵 : 우승(2017), 준우승(2018)

### 개인
- K리그 베스트 11 : 2012